# Alexei Wladimirowitsch Beresuzki
Alexei Wladimirowitsch Beresuzki (russisch Алексей Владимирович Березуцкий; englisch Aleksei Berezutski; * 20. Juni 1982 in Moskau, UdSSR) ist ein russischer Fußballspieler. Er spielt für ZSKA Moskau auf der Position des Abwehrspielers.

## Leben
Alexei Wladimirowitsch Beresuzki wurde am 20. Juni 1982 als Zwillingsbruder von Wassili Beresuzki in Moskau geboren. Im Jahr 2007 wurde ihm der Friedensorden überreicht. Zu seinem Zwillingsbruder Wassili hat er eine sehr gute Beziehung; beide Brüder leben mit ihren Familien nicht weit voneinander entfernt.
Beresuzki ist mit Dschamila, einer Tatarin, verheiratet. Das Paar hat eine Tochter und einen Sohn.

## Karriere

### Verein
Alexei Beresuzki besuchte, wie sein Zwillingsbruder Wassili, die Spezial-Kinder- und Jugendsportschule der Olympiareserve Nr. 63 "Smena" in Moskau und begann seine Karriere beim unterklassigen Verein Serwis-Cholod-Smena. Im Jahre 1999 wechselte er im Alter von 17 Jahren zum Fußballklub Torpedo-SIL in die 1. Division. Nach einem Jahr wechselte er zu Tschernomorez Noworossijsk in die Premjer-Liga, den er noch im selben Jahr in Richtung ZSKA Moskau verließ.
Seinen ersten Titel feierte er 2003 mit dem Gewinn des russischen Pokals. Ein Jahr später wurde er zum ersten Mal russischer Meister und gewann seinen ersten russischen Superpokal.
Sein bisher erfolgreichstes Jahr war 2005, als er sowohl russischer Meister, russischer Pokalsieger als auch den UEFA-Pokal mit 3:1 gegen Sporting Lissabon gewann.
Nicht weniger erfolgreich verlief das Jahr 2006, als er zum dritten Mal russischer Meister und jeweils zum zweiten Mal den russischen Pokal und russischen Superpokal gewann.
2007 wurde er zum dritten Mal russischer Superpokalsieger und gewann den im Jahr 2006 ins Leben gerufenen kommerziellen Perwy Kanal-Pokal.
2009 wurde er positiv auf das Mittel Sudafed getestet und von der UEFA für ein Spiel gesperrt.

### Nationalmannschaft
Alexei Beresuzki machte sein erstes Spiel für die olympische russische Fußballnationalmannschaft am 7. September 2002 im Spiel gegen Irland (2:0). Zwei Spiele absolvierte er auch für die Olympiamannschaft.
Bei der Fußball-Europameisterschaft 2016 in Frankreich wurde er in das russische Aufgebot aufgenommen. Im letzten Spiel gegen Wales kam er zu seinem einzigen Einsatz, als er beim Stand von 0:2 zur Halbzeit für seinen Zwillingsbruder Wassili eingewechselt wurde. Russland schied als Gruppenletzter aus.

## Erfolge
- Russischer Pokalsieger: 2005, 2006, 2008, 2009
- Russischer Meister: 2003, 2005, 2006, 2014, 2016
- Russischer Superpokalsieger: 2004, 2006, 2007, 2009
- UEFA-Pokalsieger: 2005
- Dritter bei den Fußball-Europameisterschaften 2008